# Туричанська волость
Туричанська волость — історична адміністративно-територіальна одиниця Володимир-Волинського повіту Волинської губернії Російської імперії. Волосний центр — село Гайки. Наприкінці ХІХ ст. волость було ліквідовано, поселення увійшли до складу Олеської (Дуліби, Крать, Овлочин, Туричани, Ставки) та Вербської (Гайки, Руда, Ягідне) волостей.
Станом на 1885 рік складалася з 10 поселень, 6 сільських громад. Населення — 3559 осіб (1761 чоловічої статі та 1798 — жіночої), 419 дворових господарств.
|                     | Площа, десятин | У тому числі орної, дес. |
| ------------------- | -------------- | ------------------------ |
| Сільських громад    | 5365           | 2205                     |
| Приватної власності | 12305          | 1456                     |
| Казенної власності  | —              | —                        |
| Іншої власності     | 281            | 104                      |
| Загалом             | 17951          | 3765                     |

Основні поселення волості:
- Гайки — колишнє власницьке село при річці Турія за 27 верст від повітового міста, волосне правління, 290 осіб, 33 двори, поштова станція, постоялий будинок, 2 водяні млини. За 1 версту - садиба Охнівка з католицькою каплицею та пиоварним заводом. За 2 версти - колонія Грабина з лоютеранським молитовним будинком.
- Овлочин — колишнє власницьке село, 870 осіб, 100 дворів, православна церква, 2 постоялих будинки, вітряк та кінний млин.
- Руда — колишнє власницьке село при річці Турія, 199 осіб, 29 дворів, православна церква, постоялий будинок.
- Ставки — колишнє власницьке село, 600 осіб, 81 двір, православна церква, каплиця.
- Туричани — колишнє власницьке село при річці Турія, 452 особи, 74 двори, православна церква, школа, постоялий будинок, водяний млин, смоляний завод.